# 카스텔누오보디포르토
카스텔누오보디포르토(이탈리아어: Castelnuovo di Porto)는 이탈리아 라치오주 로마현에 위치한 코무네다. 로마로부터 북쪽 25km 거리에 있다.